# Luc Templin
Ludvig "Luc" Templin (Dizeldorf, 18. jun 1901 — Štutgart, 7. mart 1973) bio je nemački džez muzičar.
Templin je svirao violinu i saksofon, i studirao komponovanje pre nego što je našao posao da svira i pravi aranžmane u plesnim ansamblima. Od 1941. do 1949. vodio je veliki bend u Nemačkoj, koji je snimao konstantno i nastupao na nemačkom radiju. Ovaj ansambl je takođe snimao kao "Charlie and his Orchestra" , praveći aranžmane američkih džez hitova sa propagandnim tekstom; oni su prenošeni na nacističkim radio stanicama. Templinov ansambl je radio van Berlina do 1943. godine, kada su kao rezultat bombardovanja relocirani u Štutgart. Templin je ostao u Štutgartu i nakon rada i nastavio da nastupa tamo do kraja života.